# Мохаммедия
Мохаммеди́я (араб. المحمدية‎) — портовый город и префектура в Марокко, расположенная в 25 км к северо-востоку от Касабланки по пути на Рабат.
Население — 188 619 жителей (2004).
Город в XIV—XIX вв был центром торговли европейцев и марокканцев, до 25 июня 1960 года носил название Федала, позже был переименован в честь короля Мохаммеда V. Под протекторатом Франции в 1913 году были построены портовые сооружения.
Кроме как порт, Мохаммедия известна как морской курорт и промышленный центр (нефтеперерабатывающий завод, теплоэлектростанция). В городе располагаются гольфовые и теннисные клубы, казино, ипподром и другие развлекательные учреждения.
В июне 2007 и 2008 годах в городе проводился Фестиваль цветов.

## Города-побратимы
- Бельфор, Франция
- Гент, Бельгия
- Эз-Завия, Ливия
- Перпиньян, Франция
- Дрё, Франция
- Ногинск, Россия
- Цзянъи́нь, Китай